# Acanthopsis
Acanthopsis – rodzaj roślin z rodziny akantowatych (Acanthaceae). Obejmuje 8 gatunków występujących w Afryce południowej.

## Systematyka
Pozycja według APweb (aktualizowany system APG III z 2009)
Jeden z wielu rodzajów z podrodziny Acanthoideae Link z rodziny akantowatych (Acanthaceae) w obrębie rzędu jasnotowców (Lamiales) należącego do dwuliściennych właściwych.
Wykaz gatunków
- Acanthopsis carduifolia (L.f.) Schinz
- Acanthopsis disperma Harv.
- Acanthopsis glauca (E.Mey.) Schinz
- Acanthopsis hoffmannseggiana (Nees) C.B.Clarke
- Acanthopsis horrida (Nees) Nees
- Acanthopsis scullyi (S.Moore) Oberm.
- Acanthopsis spathularis (E.Mey.) Schinz
- Acanthopsis trispina C.B.Clarke